# 高仙寺城
高仙寺城（こうせんじじょう）は、兵庫県丹波篠山市にあった日本の城。丹波酒井氏の居城。織田氏の丹波平定において落城した。

## 概要
高城山と並び丹波富士と称される白髪岳に連なる松尾山に築かれた。多紀郡の国人酒井氏一族の居城であり、その高さは標高600メートル以上にもなる。

## 歴史
戦国時代末期に酒井党によって築城される。一族の酒井金吾を城主として守らせたとされるが、矢代酒井氏惣領の酒井氏治が実質的な城主であった可能性が高い。波多野氏の多紀郡侵攻以降、酒井氏は勢力の低下が著しかったために、高仙寺を中心として一族の再統合を図ろうとしてきた。1564年には酒井四家の城主らが十石ずつ計四十石を共通の氏寺である高仙寺に寄進し、『栗栖野信政等連署寄進状』を作成している。同寺は白髪岳の東に並ぶ松尾山の中腹に位置しており、高仙寺城はこの山頂に築かれた。元来、酒井党の城主らは各々の城を持っていたが、高仙寺を結束の拠点としたため、酒井党最後の詰めの城を築く必要が生じた。

## 遺構
山頂には三カ所の遺構が残り、城は三城で構成されていたと考えられる。このことから、酒井三家が独自の城を松尾山に持っていた可能性が指摘される。さらに、三城は尾根を伝ってつながっており、全長は五五〇メートルにも及ぶ大規模な山城である。また、一部には石垣も見られ、虎口の位置づけも明確であり、築城技術が他の酒井党の諸城と比較して発達している点が特筆される。
大きな合戦はなかったというものの、城内からは当時の兵糧米と見られる焼き米が発見され、城が兵火に遭ったことを裏付ける事実であるとされる。